# Дубрава (округ Снина)
Дубрава (словац. Dúbrava, русин. Дуброва, угор. Kistölgyes) — село, громада в окрузі Снина, Пряшівський край, східна Словаччина. Кадастрова площа громади — 9,48 км². Населення — 222 особи (за оцінкою на 31 грудня 2017 р.).
Розташоване прибл. за 20 км на південний схід від адмінцентру округу міста Снина біля кордону з Україною.

## Історія
Давнє лемківське село. Перша згадка 1548 року.
На 1880 р. село належало до комітату Спиш, налічувалось 534 жителі.

## Географія
Село є найпівденнішим населеним пунктом округу Снина. Кадастр громади на сході містить ділянку довжиною близько 1,2 км міждержавного кордону з Україною.
Протікає Ровний потік.

## Населення
| Рік:            | 1994. | 2004.   | 2014.    | 2024.   |
| --------------- | ----- | ------- | -------- | ------- |
| Кількість осіб: | 271   | 279     | 231      | 209     |
| Різниця:        |       | +2,95 % | -17,20 % | -9,52 % |

| Рік:            | 2023. | 2024.   |
| --------------- | ----- | ------- |
| Кількість осіб: | 202   | 209     |
| Різниця:        |       | +3,46 % |

У селі проживає 290 осіб (2001 р.).
Національний склад населення (за даними перепису населення 2001 року):
- словаки — 84,97 %
- русини — 10,84 %
- українці — 3,15 %
- поляки — 0,35 %

Склад населення за приналежністю до релігії станом на 2001 рік:
- православні: 38,46 %
- греко-католики: 36,36 %
- римо-католики: 23,08 %,
- не вважають себе віруючими або не належать до жодної вищезгаданої церкви: 2,1 %

## Транспорт
Автошлях (Cesty II. triedy) II/566.